# Боснийская колея
Железные дороги боснийской колеи — это железные дороги с шириной колеи 760 мм. Они широко встречались в бывшей Австро-Венгерской империи, являясь стандартом ширины колеи для узкоколейных дорог. Это название также используется для линий той же ширины за пределами Боснии, например, в Австрии. Существуют схожие по ширине колеи[уточнить] шириной 762 мм и 750 мм.

## История

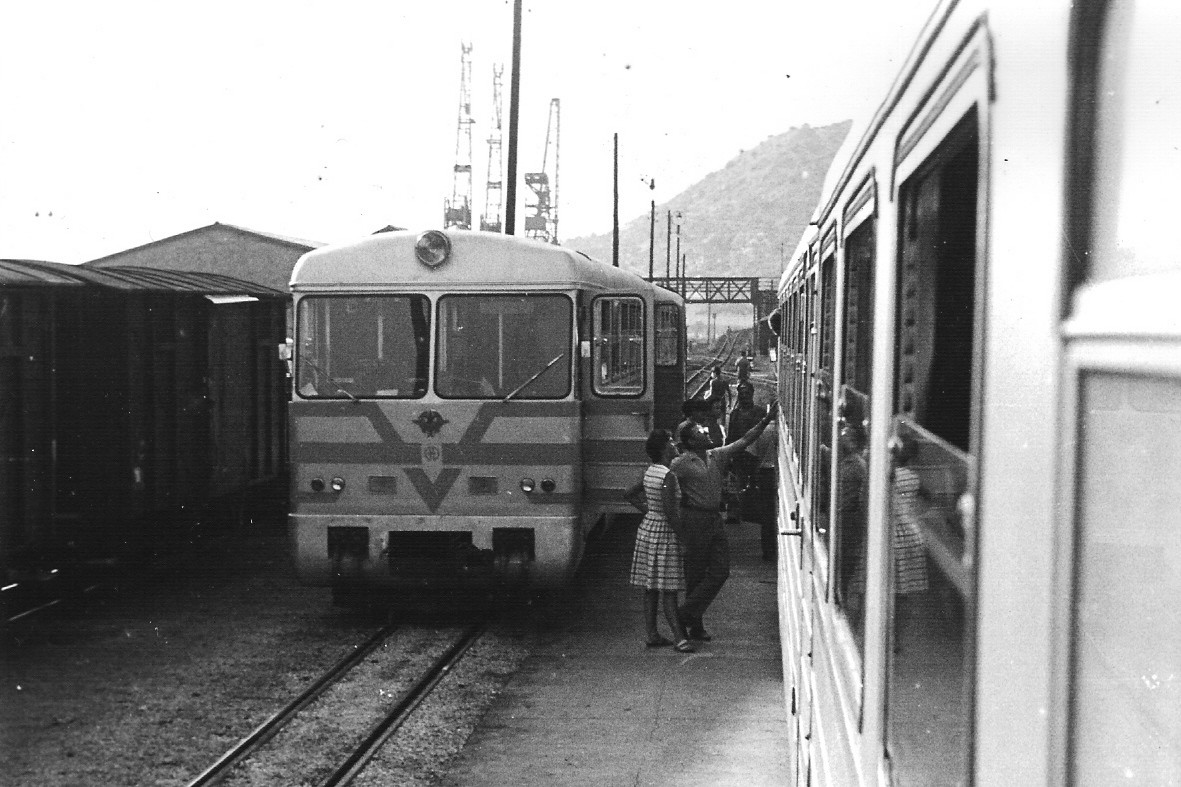
Узкоколейная железная дорога, которая когда-то доходила до Дубровника, в южной Хорватии (фото 1967 г.).

По предложению Великобритании Берлинский конгресс 1878 года разрешил Австро-Венгрии оккупировать и управлять Боснией-Герцеговиной вместо Турции. Для обеспечения передвижения и снабжения войск была построена военная железная дорога Брод-Зеница протяженностью 190 км. Она была завершена в 1879 году с использованием временных путей шириной 760 мм и подвижного состава, которые использовались во время строительства недавно построенной линии Темешвар-Орсова. Расширение Зеница-Сараево открылось в 1882 году с той же габаритной шириной, что и на железных дорогах с шириной колеи 1000 мм, что считалось достаточным для общего движения, включая пассажирские перевозки.
Боснийская железная дорога Брод-Зеница-Сараево послужила основой для сети узкоколейных железных дорог, которая позже была создана в Боснии и Герцеговине. Всего за два десятилетия была построена национальная сеть 760 мм. К 1890-м годам она простиралась через Мостар до границы с Далмацией в Метковиче и до Гружа, пригорода Дубровника, на побережье Адриатического моря. На этой узкоколейной магистрали было гораздо более интенсивное движение, чем на многих второстепенных магистралях стандартной колеи шириной 1435 мм через Австро-Венгерскую империю. На момент своего появления экспресс-локомотивы 2-4-2 Национальных железных дорог Боснии и Герцеговины 1894-96 годов были самыми быстрыми узкоколейными локомотивами в Европе с разрешенной максимальной скоростью движения 60 км/ч.
Создание быстрорастущей сети, длина которой к началу 20-го века превысила 1000 км, что сделало ее когда-то крупнейшей взаимосвязанной узкоколейной сетью в Европе, обеспечило инженерному корпусу монархии высокую репутацию среди международных профессиональных кругов.
Именно успех боснийской узкоколейной сети дал толчок на рубеже веков к крупномасштабному строительству линий шириной 760 мм на других территориях монархии. Впервые примененные здесь технические решения были использованы в дальнейшем на всех узкоколейных железных дорогах Австро-Венгрии.